# Endless Summer (album)
Pour les articles homonymes, voir Endless Summer.
Albums de The Beach Boys
The Beach Boys in Concert
(1974) Spirit of America
(1975)
Endless Summer est une compilation du groupe The Beach Boys sortie en 1974 chez Capitol Records, après le départ du groupe pour une autre maison de disques (Reprise). Il comprend des titres enregistrés durant la période 1962-1965 et rencontre à sa sortie un succès inattendu, devenant même numéro un dans les charts américains au bout de trois mois, et finalement la deuxième meilleure vente du groupe depuis sa création. 

## Titres
Toutes les chansons sont de Brian Wilson et Mike Love, sauf mention contraire.
| No  | Titre                                             | Durée |
| --- | ------------------------------------------------- | ----- |
| 1.  | Surfin' Safari                                    | 2:05  |
| 2.  | Surfer Girl (Brian Wilson)                        | 2:26  |
| 3.  | Catch a Wave                                      | 2:07  |
| 4.  | The Warmth of the Sun                             | 2:51  |
| 5.  | Surfin' U.S.A. (Chuck Berry/Brian Wilson)         | 2:27  |
| 6.  | Be True to Your School (Album Version)            | 2:07  |
| 7.  | Little Deuce Coupe (Brian Wilson/Roger Christian) | 1:38  |
| 8.  | In My Room (Brian Wilson/Gary Usher)              | 2:11  |
| 9.  | Shut Down (Brian Wilson/Roger Christian)          | 1:49  |
| 10. | Fun, Fun, Fun                                     | 2:16  |
| 11. | I Get Around                                      | 2:12  |
| 12. | Girls on the Beach                                | 2:24  |
| 13. | Wendy                                             | 2:16  |
| 14. | Let Him Run Wild                                  | 2:20  |
| 15. | Don't Worry Baby (Brian Wilson/Roger Christian)   | 2:47  |
| 16. | California Girls                                  | 2:38  |
| 17. | Girl Don't Tell Me                                | 2:19  |
| 18. | Help Me, Ronda                                    | 2:46  |
| 19. | You're So Good to Me                              | 2:14  |
| 20. | All Summer Long                                   | 2:06  |

- Good Vibrations a été ajoutée à la fin de Endless Summer dans l'édition CD des années 1980.

## Classements hebdomadaires
| Classement (1974)          | Meilleure place |
| -------------------------- | --------------- |
| Canada (RPM 100 Albums)    | 1               |
| États-Unis (Billboard 200) | 1               |

## Certifications
| Pays              | Certification | Unités certifiées |
| ----------------- | ------------- | ----------------- |
| États-Unis (RIAA) | 3 × Platine   | 3 000 000         |
| Royaume-Uni (BPI) | Or            | 100 000           |